# Retoucherfernis
Retoucherfernis eller mellemfernis er en mastiks- eller dammarlak, der benyttes i oliemaleriet. Mastiksen eller dammaren, en art harpiks, er opløst i terpentinolie. Fernissen, der skal være tyndtflydende, kan lægges oven på den tørre maling, enten på hele maleriet eller kun på de steder, hvor farven er ”slået ind”, dvs. blevet mat fordi olien i farven er suget længere ind i maleriet eller malergrunden. 
Retoucherfernis bruges på matte pletter, når man maler sit billede i etaper, lag på lag (helt eller delvist). De matte pletter af delvist indtørret farve forstyrrer dels indtrykket, dels hæfter nye lag maling dårligt derpå.
Anvendt på hele overfladen kaldes fernissen ofte for slutfernis. Den kan have en lidt anden sammensætning end retoucherfernissen. Den giver dels malingen et friskere og blankere udseende, dels beskytter den farvepigmenterne mod luftens påvirkninger, hvilket de er meget udsatte for, hvis olien delvist er suget bort. Nogle pigmenter er mere udsatte end andre. Nogle malere er meget imod det lidt fede, glinsende overtræk og undlader at fernisere. Slutfernissen kan forholdsvis nemt fjernes igen, når den efter mange år begynder at gulne. Dels kan den pulveriseres med fingrene, dels kan den opløses i sprit. Dette arbejde udføres bedst af en konservator.
Den første fremvisning af en maleriudstilling for særligt indbudte gæster kaldes en fernisering, fordi maleren traditionelt gik rundt og lagde fernis på indslagne pletter.